# Yeovil Town FC
Yeovil Town FC este un club de fotbal din Yeovil, Anglia, care evoluează în National League.